# 二十年百万户送出计划
二十年百万户送出计划（日语：二十カ年百万戸送出計画）是日本政府于1936年8月11日制定的向满洲国大规模迁移农业人口的殖民计划。该计划由拓务省制定，由广田弘毅内阁确立为国策。该计划以关东军在同年5月制定的《满洲农业移民百万户移住计划》为基础。该计划自1937年起实施，在1945年因为日本战败、满洲国灭亡而中止。

## 背景

### 武装试验移民

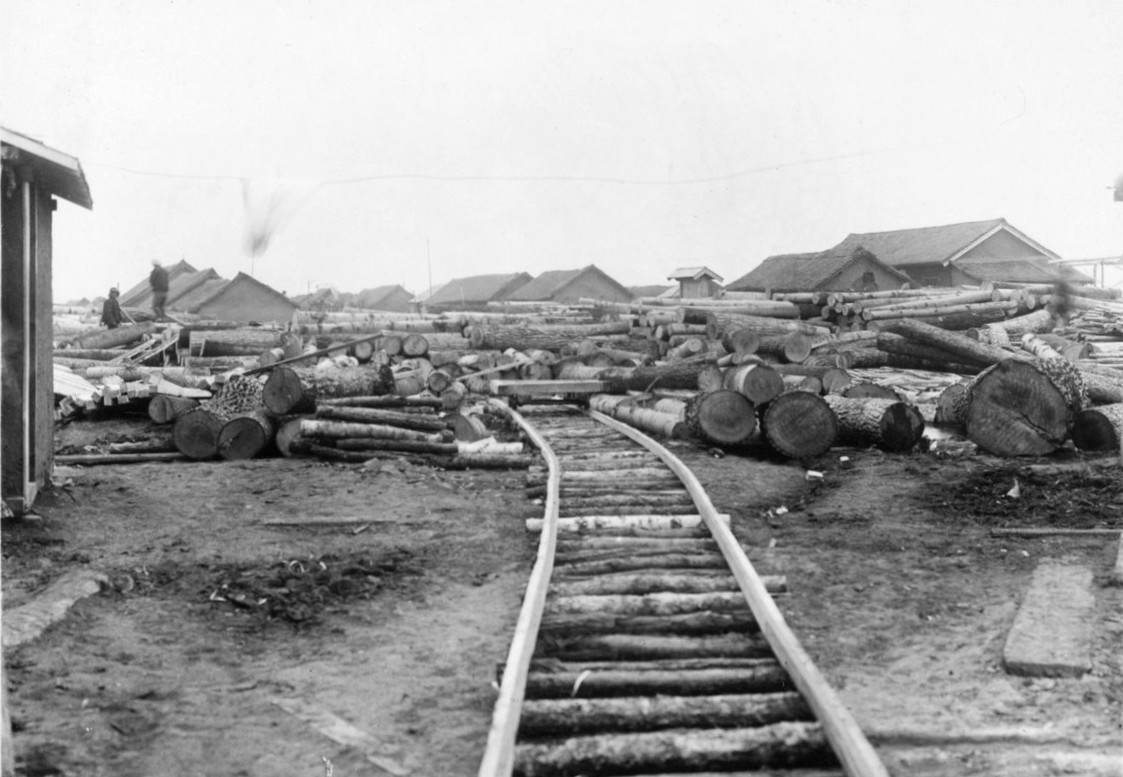
佳木斯彌榮村（今桦南县孟家岗镇）

1931年9月18日，九·一八事变爆发，日本关东军占领了满洲地区。关东军自此开始制定从日本大量迁移农业人口到满洲的殖民计划，并提交给日本政府，但由于大藏省的明确反对，仅仅能够以“移民试验”的名目进行小规模操作，共进行了5次，其中前3次为在乡军人组成的武装移民团。最早的是1933年前往佳木斯的武装开拓团（弥荣村开拓团）。该开拓团的成员是日本东北、北关东地区十一个县的在乡军人会招募在乡军人组成的，每人都装备有手枪和手榴弹，全团拥有数挺机枪。他们入殖的地方并非荒地，而是佳木斯以南60公里左右的桦川县永丰镇。当地原有的居民每人领取了5日元的补偿费，迁居他处。5日元相当于当时日本政府给武装移民每人每月的食粮补助费，不足以购买一人一月的口粮。:154,155:82
1934年，由于当地民众不满关东军的移民政策，在依兰县爆发了土龙山事件，日本武装移民和关东军都有伤亡。此后关东军对移民政策进行了调整。:16

### 关东军的大规模移民计划
1936年，二·二六事件之后，日本军部在政府的发言权大大增强，而之前反对军部大规模移民计划的高桥是清大藏大臣也已经被暗杀，故而关东军重新制定了大规模殖民计划，即《满洲农业移民百万户移住计划》，送交内阁。:82
依照陆军的计划，在1937年到1956年的20年中会从日本向满洲国殖民20万户、100万人。其中每5年分为1期，各期的移民计划人数分别以10万、20万、30万、40万的数字递增。当时日本有农民560万户，其中“小作贫农”（拥有土地不足5反，约5,000平方米的贫困农户）有约200万户，而陆军的计划就是将小作贫农中的半数移民到满洲。这些移民也具有提高日本人在满洲国比例的作用：当时估算1956年时满洲国人口约为5,000万人，则这些农业移民就可以使日本人占比超过1成，确保大和民族在满洲国占据主导地位。:83
至于向移民所分配的土地，陆军计划为每户分配10町步（约10万平方米）的土地，则需要总计约10万平方公里的土地。陆军基于经济、治安和战备上的考虑，将这些土地主要规划于未开垦地较多、抗日游击队较活跃、更接近苏联边境的满洲北部。该计划所需的10万平方公里土地面积已超过今日日本国土的四分之一，尽管满洲国是日本的傀儡国，满洲国政府应对此计划也相当吃力，如按计划执行，则政府无力对被迁移民众进行充分赔偿。:84:156,157

## 计划内容

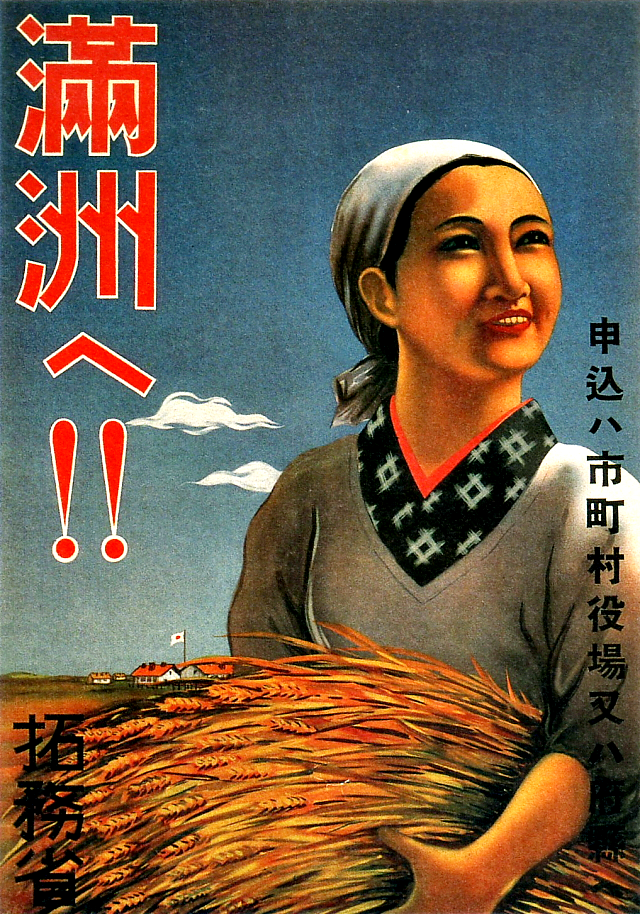
日本拓务省发行的招募移民的海报

1936年8月11日，广田弘毅内阁发布基于军方计划而制定的《二十年百万户送出计划》，并将其定为七大国策之一。管理海外殖民事务的拓务省在1937年5月，制定了《二十年百万户送出计划》第1期（1937年-1941年）、移民10万户的实施大纲《满洲移民第一期计划实施要领》，:84进一步将第一期10万户的计划分解到各年度：
| 年度 | 集団移民（户） | 农业自由移民（户） | 总计（户） |
| ---- | -------------- | ------------------ | ---------- |
| 1937 | 5,000          | 1,000              | 6,000      |
| 1938 | 10,000         | 5,000              | 15,000     |
| 1939 | 15,000         | 6,000              | 21,000     |
| 1940 | 20,000         | 8,000              | 28,000     |
| 1941 | 20,000         | 10,000             | 30,000     |
| 总计 | 70,000         | 30,000             | 100,000    |

该计划所需的土地面积较陆军原本的计划为大。该计划中将移民分为甲种移民（集团移民）和乙种移民（农业自由移民）2类。针对集团移民，为每户分配约10万平方米的耕地和10万平方米的采草放牧地。第1期移民中集团移民占7成，为7万户，则需要14,000平方公里的土地。而占3成的自由移民每户分配10平方公里的土地，共需要3,000平方公里的土地。第1期计划共计需要土地17,000平方公里。:189

## 实施
当时日本农村经济不振，日本农林省推行经济复苏运动，而拓务省的满蒙殖民政策与之直接相联系，形成了“分村移民”的政策，从1938年起实施。分村移民政策把经济上有盈余的农家称为“黑字农家”或者“适正规模农家”，“适正规模”即这些适正规模农家占有耕地面积的平均值。再以各市町村的耕地面积除以适正规模，就得到当地理想的农户数量（“适正农家”），实际的当地农户数减去适正农家数量，就得到“过剩农家”数量。政府依照计算出的各地的过剩农家数量，令农户移居到满洲。:84
然而，1938年，随着抗日战争的总体战化，日本进入战时体制。战时体制下较多的劳力被动员以满足军需，上述第1期移民计划的实施由于可移民的人口减少而遭遇到了困难。1938年，拓务省调整了第1期计划，将1938、1939年的计划移民户数下调，并将1940、1941年的计划移民户数上调，5年间目标仍旧保持10万户。为了应对可移民人口减少的问题，拓务省计划以“满蒙开拓青少年义勇队”的形式大量派遣青少年人口。当时的计划是在此后的4年间每年移民3万人的青少年义勇队。:194
1939年，随着和日本对苏关系的恶化，满洲国制定了《北边振兴（三年）计划》，使农业移民的目的从经济开发为主转为经济开发、对苏国防并重。:158
尽管1938年已经做出调整，此后战争形势的发展使得第1期计划不可能完成。即使经过再次修订计划，自1940年起，实际移民户数仍远未达到计划值。该计划进入崩溃期。:200第1期的原始计划、两次修订以及实际移民户数见下表：
| 年度 | 原始计划（户） | 第1次修正计划（户） | 第2次修正计划（户） | 实际移民（户） |
| ---- | -------------- | ------------------- | ------------------- | -------------- |
| 1937 | 6,000          | 6,000               | 6,000               | 5,942          |
| 1938 | 15,000         | 6,000               | 6,000               | 5,695          |
| 1939 | 21,000         | 11,000              | 11,000              | 6,945          |
| 1940 | 28,000         | 30,000              | 20,000              | 10,319         |
| 1941 | 30,000         | 47,000              | 12,000              | 6,710          |
| 总计 | 100,000        | 100,000             | 55,000              | 35,611         |

尽管第1期的殖民目标远未实现，日本内阁在1941年12月31日通过了《满洲开拓第二期五年计划要纲》，仍然期望在第2期期满时总移民数达到原本计划的30万户。在计划中不仅准备继续派出青少年移民团，也提及应当加强对女性移民的招募和训练:51-53。1942年12月8日，满洲国开拓总局为了完成开拓政策的目标，制定了《康德十年度开拓政策实行方案》，把1943年（康德10年）的目标设定为“入殖的确保”和“增产的完成”:1063,1064，然而此后仍然每况愈下。有资料表明1942年至1945年实现的农业移民户数为46,498户，第2期年均移民户数较第1期多三分之一，虽有增长，但仍与目标差距甚大:4。

## 结局
1945年8月9日，苏联对日参战。关东军和满洲国军在数量质量皆明显占优的苏军面前旋即溃逃，满洲国灭亡。在日本战败时满洲国有日本移民团员约22万人，死在满洲的约有4万6000人（被当地人袭击、自杀等:161），失踪3万6000人（包括失散和卖给当地人的儿童），被抓捕到西伯利亚服役的有3万4000人，安全撤回日本本土的不到一半。:215
在日本人撤走后，一部分曾经被夺取土地的中國农民回到了过去的住所。另外，日本开拓团撤走后，留下的大片土地没有地主，减少了后续中国共产党领导的土地改革的阻力。:376